# Macrozamia longispina
Macrozamia longispina är en kärlväxtart som beskrevs av Paul Irwin Forster och David Lloyd Jones. Macrozamia longispina ingår i släktet Macrozamia och familjen Zamiaceae. IUCN kategoriserar arten globalt som nära hotad. Inga underarter finns listade i Catalogue of Life.